# La Fille aux bas nylon
Pour plus de détails, voir Fiche technique et Distribution.
La Fille aux bas nylon (Voglia di guardare) est un film érotique italien réalisé par Aristide Massaccesi dit Joe D'Amato et sorti en 1986.

## Synopsis
Cristina est la jeune épouse de Diego, un médecin propriétaire d'une clinique. Elle s'ennuie dans son couple et tombe amoureuse d'Andrea, l'ancien patient de son mari et playboy fascinant au passé mystérieux et aux affaires louches. Conquise par Andrea, Cristina se laisse convaincre de vivre des expériences particulières dans un atelier, qui n'est en réalité qu'une maison de passe appartenant à Francesca, la maîtresse d'Andrea. Alors qu'Andrea tombe amoureux de Cristina, Francesca, jalouse de cette dernière, décide de révéler le jeu pervers auquel elle s'est livrée : Diego lui-même l'observait derrière un miroir pendant ses étranges performances dans l'atelier. Cristina, surtout déçue par le comportement d'Andrea, décide de retourner, malgré tout, auprès de son mari. 

## Fiche technique
- Titre français : La Fille aux bas nylon ou La Jeune Fille aux bas de nylon[1]
- Titre original italien : Voglia di guardare[2]
- Réalisateur : Aristide Massaccesi (sous le nom de « Joe D'Amato »)
- Scénario : Aristide Massaccesi (sous le nom de « Joe D'Amato »), Donatella Donati, Italo Focacci
- Photographie : Silvio Fraschetti
- Montage : Carlo Broglio
- Musique : Guido Anelli, Stefano Mainetti (it)
- Décors : Italo Focacci
- Costumes : Valeria Valenza
- Production : Joe D'Amato
- Société de production : Filmirage
- Pays de production :  Italie
- Langue originale : italien
- Format : Couleurs - 2,35:1 - Son mono - 35 mm
- Durée : 90 minutes
- Genre : Film érotique
- Dates de sortie :
  - Italie : 26 février 1986

## Distribution
- Jenny Tamburi : Cristina Carpi
- Laura Gemser : Joséphine
- Lilli Carati : Francesca
- Aldina Martano : Flavia
- Marino Masè : Diego Carpi
- Sebastiano Somma : Andrea Belsiani

## Production
Le film est entièrement réalisé, photographié, monté et scénarisé par Aristide Massaccesi alias Joe D'Amato. Pour le seul scénario, il collabore avec Donatella Donati et Italo Focacci, ce dernier étant également producteur,. 

### Attribution des rôles
Jenny Tamburi joue la femme de son mari voyeur et, voulant ressembler le plus possible à Stefania Sandrelli (qui avait joué dans La Clef l'année précédente) pour le rôle, elle prend visiblement et délibérément du poids. Ce sera son dernier film pour le cinéma. Laura Gemser joue un petit rôle dans le film : la maîtresse lesbienne de Cristina. Lilli Carati, quant à elle, joue le rôle d'une tenancière de bordel et, après le tournage de ce film, se consacrera entièrement à la pornographie.
À propos du film, Jenny Tamburi a déclaré : « Avec Aristide, nous avions une belle relation... comme s'il était mon père. Quand nous faisions ce film, il me disait toujours d'être plus excitante, plus espiègle. J'y pensais pendant un moment, puis je le faisais avec beaucoup de sérénité. Aristide était une personne merveilleuse, très gentille, et puis il était Sagittaire comme moi et donc nous nous sommes beaucoup liés. Il y avait de nombreuses scènes de nu dans le film et même quelques séquences embarrassantes avec Lilli Carati. Mais nous avons été formés... ». 